# La Méthode (Edgar Morin)
Pour les articles homonymes, voir Méthode.
 (novembre 2020).
La Méthode est l'œuvre majeure d'Edgar Morin. Cette somme est constituée de six volumes, qualifiée par son auteur d'encyclopédique au sens étymologique : la méthode y est déroulée de façon cyclique, s'appliquant à de nombreuses notions dont certaines sont reprises ci-après. Les quatre premiers volumes n'ont pas été écrits à la suite les uns des autres. Il n'est pas nécessaire de s'attacher à les lire dans l'ordre.

## Livres

### La Nature de la nature
Le premier volume, intitulé La Nature de la nature, présente la méthode en adoptant un point de vue physique où sont traités les concepts d'ordre et de désordre, de système, d'information etc.

### La Vie de la vie
Le second, intitulé La Vie de la vie, aborde le vivant, la biologie.

### La Connaissance de la connaissance
Le troisième volume de La Méthode est intitulé La Connaissance de la connaissance. Il s'intéresse à la genèse au fil du temps de celle-ci en abordant cette connaissance du point de vue anthropologique plutôt que purement épistémologique. Ce tome s'organise à partir d'une interrogation via différents outils de la connaissance humaine, logique, raison, principe d'universalité, principe de vérité, philosophie, science, etc. pour y développer les bases d'une épistémologie complexe. Cette approche de la complexité du phénomène de connaissance se veut « multidimensionnelle », rappelant que la connaissance possède à la fois des aspects de compétence (aptitude à produire de la connaissance), de cognition, et qu'un savoir résulte des activités précédentes. L'ensemble des connaissances que nous produisons sont liées à nos « processus énergétiques, électriques, chimiques, physiologiques, cérébraux, existentiels, psychologiques, culturels, linguistiques, logiques, idéels, individuels, collectifs, personnels, trans-personnels et impersonnels, qui s'engrènent les uns dans les autres. » La connaissance se voit pour cette raison qualifiée de phénomène « multidimensionnel », c'est-à-dire comportant des aspects physique, biologique, psychologique et social.
Edgar Morin prend acte que l'organisation de notre connaissance est pour l'instant disjointe, et pour des raisons pratiques morcelée en disciplines séparées. La brisure entre philosophie et science en est vue comme une cause primordiale (évoquant le dualisme esprit/cerveau), disjonction qui s'est poursuivie dans la séparation et le cloisonnement disciplinaire des sciences naturelles (physique/biologique) et des sciences humaines (linguistique, psychologie, sociologie, anthropologie). Ce morcellement nécessaire à l'analyse détaillée a fortement stérilisé la relation des savoirs liés à la possibilité d'une connaissance de la connaissance, et nous conduit vers ce que l'épistémologue Georges Gusdorf nommait une « pathologie du savoir ». Il résume ainsi dans son avant-propos que le but de ce livre est « de considérer, à partir de ces acquis et des problèmes qu'ils posent, les possibilités et les limites de la connaissance humaine. »
C'est dans ce volume qu'Edgar Morin mettra notamment à jour certaines de ses notions comme la computation, le  principe hologrammatique, la dialogique ou l'Arkhe-Esprit. On n'a pas observé par la suite de conséquence opérationnelle de ces travaux dans quelque domaine que ce soit.[réf. nécessaire]

### Les Idées
Les troisième et quatrième volumes pourraient être regroupés[Selon qui ?] en un seul puisqu'ils abordent le thème de la connaissance. Néanmoins le quatrième tome de La Méthode, Les Idées : Leur habitat, leur vie, leurs mœurs, leur organisation, d'après les mots d'Edgar Morin, « pourrait aussi en être le premier ». En effet, « il constitue l'introduction la plus aisée à « la connaissance de la connaissance » et de façon inséparable au problème et à la nécessité d'une pensée complexe ». Il complète l'œuvre épistémologique du troisième tome en abordant la connaissance du point de vue collectif ou sociétal (« l'organisation des idées »), puis au niveau de la « vie des idées », qu'il appelle la noologie. Il traite en particulier dans un dernier chapitre des notions philosophiques de langage, de logique et de paradigme, auxquelles il applique sa méthode.
Dans une note de lecture, Jean-Louis Le Moigne souligne l'importance du dernier chapitre de ce tome 4 qu'Edgar Morin consacre à « La Paradigmatologie » : « Encore un néologisme nouveau dira-t-on ? Sans doute, mais il me semble si fécond pour nous permettre d'entendre la richesse de l'univers pensable sans commencer par l'appauvrir en la simplifiant ». Jean-Louis Le Moigne cite pour conclure Edgar Morin : « Nous en sommes au préliminaire dans la constitution d'un paradigme de complexité lui-même nécessaire à la constitution d'une paradigmatologie. Il s'agit non de la tâche individuelle d'un penseur mais de l'œuvre historique d'une convergence de pensées. »

### L'Humanité de l'humanité: L'identité humaine
Le cinquième volume L'Humanité de l'humanité : L'identité humaine est consacré à la question de l'identité ainsi qu'à la question de la trinité humaine : individu - société - espèce.

### L'Éthique
La Méthode se termine par un sixième tome intitulé L'Éthique qui se consacre à cette notion philosophique et prône une "éthique de la compréhension".

## Quelques notions abordées dans laMéthode
Tout au long de son œuvre, Edgar Morin a employé sa méthode pour traiter de concepts clés de la philosophie comme la connaissance, le langage, la logique, l'information, la causalité.

### Connaissance
Pour Morin, il n'y a « pas de connaissance sans connaissance de la connaissance » (La Méthode, tome 3). L'observateur doit s'inclure dans toute observation.
La cognition comporte la computation (La Méthode, tome 3). Edgar Morin propose une connaissance de type computique — une computation étant, écrit Morin, une opération sur/via signes/symboles/formes dont l'ensemble constitue traduction/construction/solution — qui prend la forme d'un « complexe organisateur/producteur de caractère cognitif comportant une instance informationnelle, une instance symbolique, une instance mémorielle et une instance logicielle » (René Barbier).
Toute connaissance (et conscience) qui ne peut concevoir l'individualité, la subjectivité, qui ne peut inclure l'observateur dans son observation, est infirme pour penser tous problèmes, surtout les problèmes éthiques. Elle peut être efficace pour la domination des objets matériels, le contrôle des énergies et les manipulations sur le vivant. Mais elle est devenue myope pour appréhender les réalités humaines et elle devient une menace pour l'avenir humain.
Pour répondre aux critiques l'accusant de relativisme ou de nihilisme, il avance :
Le fond du nihilisme contemporain, je le surmonte en disant que s'il n'existe pas de fondement de certitude à partir duquel on puisse développer une connaissance vraie, alors on peut développer une connaissance comme une symphonie. On ne peut pas parler de la connaissance comme d'une architecture avec une pierre de base sur laquelle on construirait une connaissance vraie, mais on peut lancer des thèmes qui vont s'entre-nouer d'eux-mêmes.
S'il n'y a pas de fondement à la connaissance, Morin identifie, à la suite de Humberto Maturana, une source originelle dans le computo de l'être cellulaire, qui est lui-même « indissociable de la qualité d'être vivant et d'individu-sujet » (René Barbier, idem).

### Langage
Il est donc sensé de penser que c'est le langage qui a créé l'homme, et non l'homme le langage, mais à condition d'ajouter que l'hominien a créé le langage.
Le langage est en nous et nous sommes dans le langage. Nous faisons le langage qui nous fait. Nous sommes, dans et par le langage, ouverts par les mots, enfermés dans les mots, ouverts sur autrui (communication), fermés sur autrui (mensonge, erreur), ouverts sur les idées, enfermés dans les idées, ouverts sur le monde, fermés au monde.

### Logique
A contrario du positivisme logique et du Cercle de Vienne, pour Edgar Morin (La Méthode, tome 4), il faut abandonner tout espoir de fonder la raison sur la seule logique et il faut reconnaître ce qu'il appelle un principe d'incertitude logique.
En effet, explique Edgar Morin, pour commencer, la logique rencontre la contradiction au niveau le plus basique, comme l'illustre le paradoxe du Crétois, mis en évidence dès l'Antiquité par le Crétois Épiménide, qui déclare que tous les Crétois sont des menteurs. Ensuite, le théorème d'incomplétude de Gödel montre que la logique ne peut « trouver en elle-même un fondement absolument certain », tandis que la physique quantique – avec la reconnaissance paradoxale du comportement à la fois ondulatoire et corpusculaire de toute particule (dualité onde-corpuscule) – conduit à penser que « certains aspects de la réalité microphysique n'obéissent pas à la logique déductive-identitaire ».
Ainsi, Edgar Morin souligne que la pensée perdrait « la créativité, l'invention et la complexité » si la logique pouvait l'asservir.
Mais il ne propose pas pour autant de bannir la logique, il adopte une position nuancée :

« L'usage de la logique est nécessaire à l'intelligibilité, le dépassement de la logique est nécessaire à l'intelligence. La référence à la logique est nécessaire à la vérification. Le dépassement de la logique est nécessaire à la vérité. »

Et si la logique ne peut fonder la raison, c'est que la vraie rationalité reconnaît ses limites et est capable de les traiter (méta-point de vue), donc de les dépasser d'une certaine manière tout en reconnaissant un au-delà irrationalisable.
La logique classique fonctionne pour tout ce qui est compartimenté et isolé.

### Information
Edgar Morin confirme les deux idées fondamentales de la théorie de l'information de Shannon :
- La notion d'information ne peut être dissociée du support physique portant cette information : l'information a une réalité physique.
- Le sens de l'information est indépendant de la théorie de l'information et est porté par la sphère anthropo-sociale.

Selon ses propres mots (La Méthode 1) :

« L'information doit toujours être portée, échangée et payée physiquement.(...) L'information s'enracine dans la physis, mais sans qu'on puisse la réduire aux maîtres-concepts de la physique classique, masse et énergie. (...) Les traits les plus remarquables et les plus étranges de l'information ne peuvent se comprendre physiquement qu'en passant par l'idée de l'organisation. »

Par exemple, « Le sens [d'une information] fonctionne en dehors de la théorie [de l'information de Shannon] » (La Méthode 1, 3.2.I).
En fait, « La théorie de l'information [de Shannon] occulte le méta-système anthropo-social qu'elle suppose et dans lequel elle prend son sens. » (ib.)
Mais surtout, « Pour concevoir l'information dans sa plénitude physique, il ne faut pas seulement considérer ses interactions avec énergie et entropie ; il ne faut pas seulement considérer ensemble néguentropie et information, il faut aussi considérer ensemble information, néguentropie et organisation, en englobant l'information dans la néguentropie et la néguentropie dans l'information. » (ib. p. 307)

« La réalité physique de l'information n'est pas isolable concrètement. Je veux dire qu'il n'y a pas, à notre connaissance et sur notre planète, d'information extra-biologique. L'information est toujours liée aux êtres organisés néguentropiquement que sont les vivants et les êtres métabiotiques qui se nourrissent de vie (sociétés, idées). De plus, le concept d'information a un caractère anthropomorphe qui me semble non éliminable. »

Et enfin, « La notion d'information est nécessairement associée à la notion de redondance et de bruit. » (La Méthode 1, 3.2.I)

### Causalité complexe
Edgar Morin reprend les différentes formes de la causalité et annonce l'émergence de la causalité complexe. Il évoque la causalité circulaire comme une causalité, à la fois, auto-générée et générative. « La causalité circulaire, c'est-à-dire rétroactive et récursive,  constitue la transformation permanente d'états généralement improbables en états localement et temporairement probables ».

### Autres notions
Dans plusieurs tomes de La Méthode, Edgar Morin invite à se méfier de la « ruse de la raison » et à anticiper l'« écologie de l'action ».